# Iwan Pawlowitsch Minajew
Iwan Pawlowitsch Minajew (russisch Иван Павлович Минаев Ivan Pavlovič Minaev, auch Minayeff, geb. 1840; gest. 1890) war ein russischer Orientalist und Linguist, der als der erste russische Indologe gilt. Zu seinen Schülern gehörten Sergei Oldenburg, Fjodor Schtscherbatskoi und Dmitri Kudrjawskij (russisch Дмитрий Николаевич Кудрявский).

## Leben
Als Student des Sinologen Wassili Wassiljew an der Universität von Sankt Petersburg interessierte er sich für Literatur der Pali-Sprache und ging ins Ausland, um einen Katalog von Pali-Manuskripten des British Museum in London und der Bibliothèque nationale in Paris zu erstellen (nicht veröffentlicht). Seine russische Pali-Grammatik (1872) wurde schnell ins Französische (1874) und Englische (1882) übersetzt.
Sein wichtigstes Werk ist Buddism. Issledowanija i materialy (Buddhismus: Studien und Materialien), es wurde 1887 in St. Petersburg veröffentlicht.
Minajew war unter den ersten europäischen Orientalisten, die erkannt hatten, dass das Studium des Buddhismus und des Pali für das Verständnis der Geschichte und Gesellschaft des alten Indiens unverzichtbar war.
Er war Mitglied der Russischen Geographischen Gesellschaft und unternahm in den Jahren 1874–1875, 1880 und 1885–1886 Reisen nach Indien und Burma. Seine Reiseberichte und Tagebücher aus Indien und Burma erschienen 1958 (Travels in and diaries of India & Burma) ins Englische übersetzt.

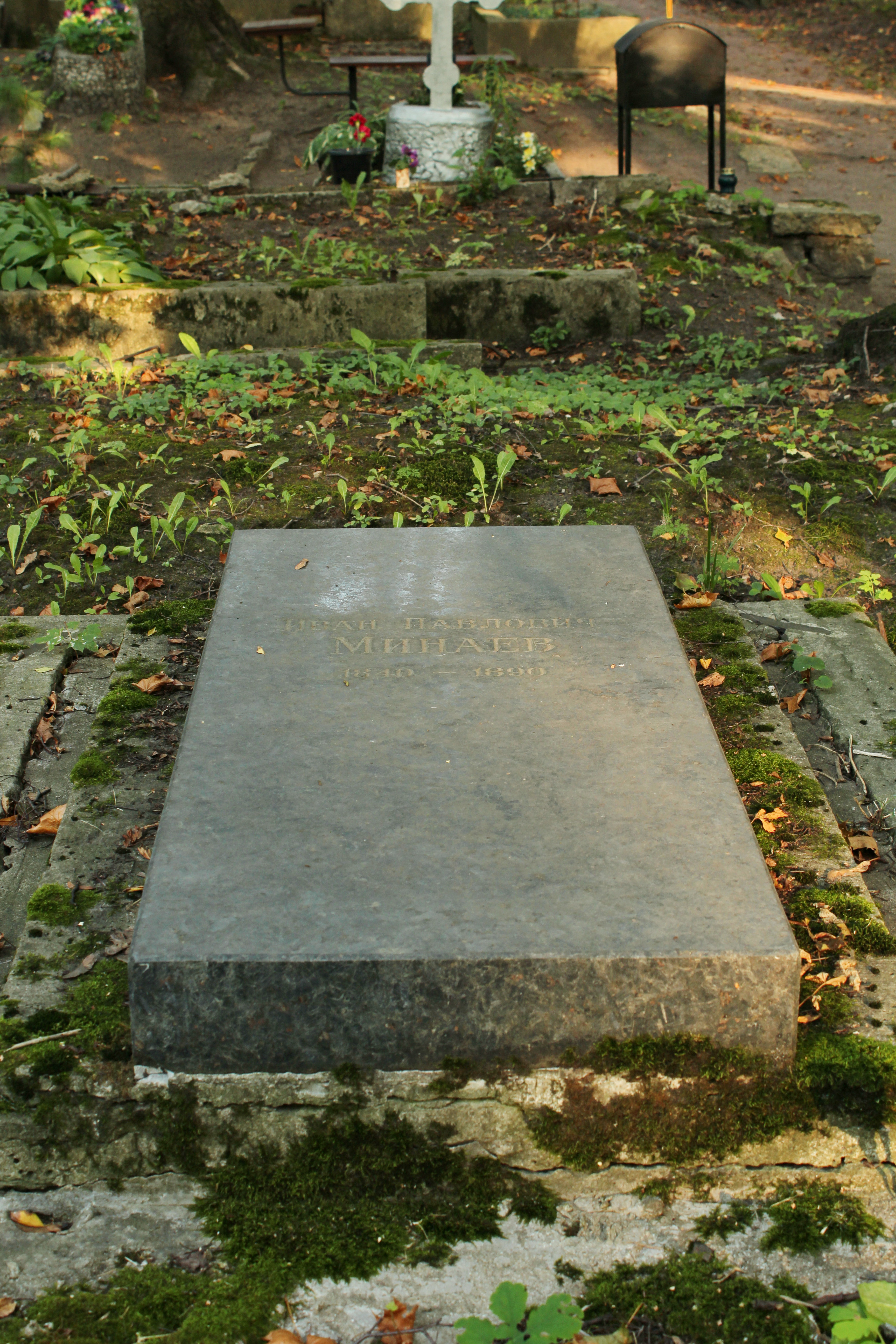
Grab: Iwan Pawlowitsch Minajew 1840-1890

## Schriften (Auswahl)
- Buddism. Issledowanija i materialy (russisch Буддизм. Исследования и материалы Buddizm. Issledovanija i materialy) St. Petersburg 1887.
  - Recherches sur le bouddhisme. E. Leroux, Paris 1894, Annales du Musée Guimet: Bibliothèque d’études 5 (Übersetzt von Raoul-Henri Assier de Pompignan (1862–1947)); Vorwort: Émile Senart (archive.org).[2] Mit einer Kurzbiographie von Sergei Oldenburg: A la mémoire de Ivan Pavlovitch Minayeff. (Textarchiv – Internet Archive).
- Pali-Grammatik, russ. (1872) – Übersetzungen ins Französische (1874) und Englische (1882):
  - Grammaire palie : esquisse d’une phonétique et d’une morphologie de la langue palie / par J. Minayef. Traduite du russe par Stanislas Guyard. Paris : Leroux, 1874.
  - Pali grammar : a phonetic and morphological sketch of the Pāli language with an introductory essay on its form and character / by J. Minayeff. Transl. from Russian into French by Stanislas Guyard. Rendered into Engl. from the French and rearranged with some modifications and additions for the use of English students by Chas. Geo. Adams. - [s.l.] : [s.n.], 1882. (Očerk fonetiki i morfologii jazyka Pāli englisch)
- Travels in and diaries of India & Burma. Translated by Hirendranath Sanyal. Calcutta, Debi Prasad Mukhopadhyaya, Eastern Trading Co., [1958]
- Katalog von Pali-Manuskripten des British Museum und der Bibliothèque nationale (unveröffentlicht).